# Alan Smith (calciatore 1980)
Alan Smith (Rothwell, 28 ottobre 1980) è un allenatore di calcio ed ex calciatore inglese, di ruolo centrocampista.
È il primatista di gol (14) con la maglia del Leeds United nelle competizioni calcistiche europee.

## Caratteristiche tecniche
Giocatore rapido, dotato di una buona tecnica individuale e capace di calciare con entrambi i piedi, Alan Smith nacque come seconda punta e proprio in questa posizione si consacrò durante la sua militanza nel Leeds United. Tuttavia, poco dopo il suo trasferimento al Manchester United, il tecnico dei Red Devils Sir Alex Ferguson, che ne apprezzava soprattutto la grinta e la grande resistenza, decise di provarlo come mediano, ruolo che Smith ha poi ricoperto anche nel prosieguo della carriera.

## Carriera

### Club

#### Leeds United
Cresciuto nelle giovanili del Leeds United, Smith esordì in prima squadra il 14 novembre 1998, in una partita vinta per 3-1 contro il Liverpool ad Anfield, segnando subito la sua prima rete da professionista. Nella stagione 1999-2000 disputò la Coppa UEFA, dove il Leeds venne eliminato in semifinale dai turchi del Galatasaray (2-4). Chiuse l'annata con il record personale di 18 reti tra tutte le competizioni. Nelle stagioni successive contribuì a tre salvezze consecutive del Leeds, finché il club non retrocesse in Football League Championship (seconda divisione inglese) nel 2004.

#### Manchester United
Il 1º luglio 2004 Alan Smith firmò un contratto di cinque anni con il Manchester United, che lo acquistò dal Leeds per circa 10 milioni di euro più il cartellino del centrocampista Danny Pugh. Al suo esordio con i Red Devils, nel Community Shield contro l'Arsenal, Smith andò subito a segno, ma lo United perse la partita per 1-3. Chiuse la sua prima annata segnando nove gol in 41 presenze tra campionato e coppe.
Il 18 febbraio 2006, durante una gara di FA Cup persa per 0-1 contro il Liverpool ad Anfield, rimediò una frattura alla gamba sinistra con slogatura della caviglia, che lo costrinse ad uno stop durato circa sette mesi. Rientrò in prima squadra il 26 settembre 2006, in occasione della partita di Champions League vinta per 1-0 contro il Benfica ad Old Trafford. A fine stagione vinse la Premier League.

#### Newcastle United
Il 3 agosto 2007 venne acquistato dal Newcastle United per otto milioni di euro. Con i Magpies vinse il campionato di Football League Championship (seconda divisione inglese) nella stagione 2009-2010.

#### MK Dons
Dal 2011 al 2014 militò nel Milton Keynes Dons, con cui disputò 67 partite segnando due gol.

#### Notts County
Il 20 maggio 2014, dopo essersi svincolato dal Milton Keynes Dons, firmò un contratto quadriennale con il Notts County, squadra di Football League One (terza divisione inglese). Nella seconda parte della stagione 2016-2017 ricoprì il ruolo di allenatore-giocatore, sostituendo l'esonerato John Sheridan.

### Nazionale
Tra il 1999 ed il 2001 giocò con la nazionale inglese Under-21, con cui disputò 10 partite segnando tre gol.
Il 25 maggio 2001 esordì in Nazionale maggiore, nella partita vinta per 4-0 contro il Messico; tuttavia non venne inserito nella lista dei convocati per il Mondiale 2002 in Corea e Giappone. Il 7 settembre 2002 segnò il suo primo ed unico gol con la maglia dell'Inghilterra, nel pareggio per 1-1 contro il Portogallo al Villa Park di Birmingham.
Non poté partecipare al Mondiale 2006 in Germania a causa di un grave infortunio alla gamba sinistra, rimediato il 18 febbraio 2006 in una partita di FA Cup contro il Liverpool. Il 1º giugno 2007 giocò il match inaugurale del nuovo stadio di Wembley, pareggiato per 1-1 contro il Brasile. Nel 2009 annunciò il suo ritiro dalla nazionale inglese.

## Statistiche

### Presenze e reti nei club
| Stagione                 | Squadra                  | Campionato               | Campionato | Campionato | Coppe nazionali | Coppe nazionali | Coppe nazionali | Coppe continentali | Coppe continentali | Coppe continentali | Altre coppe | Altre coppe | Altre coppe | Totale | Totale |
| Stagione                 | Squadra                  | Comp                     | Pres       | Reti       | Comp            | Pres            | Reti            | Comp               | Pres               | Reti               | Comp        | Pres        | Reti        | Pres   | Reti   |
| ------------------------ | ------------------------ | ------------------------ | ---------- | ---------- | --------------- | --------------- | --------------- | ------------------ | ------------------ | ------------------ | ----------- | ----------- | ----------- | ------ | ------ |
| 1998-1999                | Leeds United             | PL                       | 22         | 7          | FA+CdL          | 4+0             | 2+0             | CU                 | 0                  | 0                  | -           | -           | -           | 26     | 9      |
| 1999-2000                | Leeds United             | PL                       | 26         | 4          | FA+CdL          | 3+1             | 1+0             | CU                 | 8                  | 1                  | -           | -           | -           | 38     | 6      |
| 2000-2001                | Leeds United             | PL                       | 33         | 11         | FA+CdL          | 2+1             | 0+0             | UCL                | 16                 | 7                  | -           | -           | -           | 52     | 18     |
| 2001-2002                | Leeds United             | PL                       | 23         | 4          | FA+CdL          | 1+1             | 0+0             | CU                 | 5                  | 1                  | -           | -           | -           | 31     | 5      |
| 2002-2003                | Leeds United             | PL                       | 33         | 3          | FA+CdL          | 4+0             | 1+0             | CU                 | 6                  | 5                  | -           | -           | -           | 43     | 9      |
| 2003-2004                | Leeds United             | PL                       | 35         | 9          | FA+CdL          | 1+2             | 0+0             | -                  | -                  | -                  | -           | -           | -           | 38     | 9      |
| Totale Leeds United      | Totale Leeds United      | Totale Leeds United      | 172        | 38         |                 | 20              | 4               |                    | 35                 | 14                 |             | 0           | 0           | 228    | 56     |
| 2004-2005                | Manchester United        | PL                       | 31         | 6          | FA+CdL          | 3+2             | 0+1             | UCL                | 5                  | 2                  | CS          | 1           | 1           | 42     | 10     |
| 2005-2006                | Manchester United        | PL                       | 21         | 1          | FA+CdL          | 2+2             | 0+0             | UCL                | 8                  | 0                  | -           | -           | -           | 33     | 1      |
| 2006-2007                | Manchester United        | PL                       | 9          | 0          | FA+CdL          | 3+2             | 0+0             | UCL                | 4                  | 1                  | -           | -           | -           | 18     | 1      |
| Totale Manchester United | Totale Manchester United | Totale Manchester United | 61         | 7          |                 | 14              | 1               |                    | 17                 | 3                  |             | 1           | 1           | 93     | 12     |
| 2007-2008                | Newcastle United         | PL                       | 33         | 0          | FA+CdL          | 2+2             | 0+0             | -                  | -                  | -                  | -           | -           | -           | 37     | 0      |
| 2008-2009                | Newcastle United         | PL                       | 6          | 0          | FA+CdL          | 0+0             | 0+0             | -                  | -                  | -                  | -           | -           | -           | 6      | 0      |
| 2009-2010                | Newcastle United         | FLC                      | 32         | 0          | FACup+CdL       | 2+1             | 0+0             | -                  | -                  | -                  | -           | -           | -           | 35     | 0      |
| 2010-2011                | Newcastle United         | PL                       | 11         | 0          | FACup+CdL       | 1+2             | 0+0             | -                  | -                  | -                  | -           | -           | -           | 14     | 0      |
| 2011-2012                | Newcastle United         | PL                       | 2          | 0          | FACup+CdL       | 0+0             | 0+0             | -                  | -                  | -                  | -           | -           | -           | 2      | 0      |
| Totale Newcastle United  | Totale Newcastle United  | Totale Newcastle United  | 84         | 0          |                 | 10              | 0               |                    | 0                  | 0                  |             | 0           | 0           | 94     | 0      |
| 2011-2012                | MK Dons                  | FL1                      | 16         | 1          | FACup+CdL       | 0+0             | 0+0             | -                  | -                  | -                  | FLT         | 2           | 1           | 18     | 2      |
| 2012-2013                | MK Dons                  | FL1                      | 27         | 1          | FACup+CdL       | 6+2             | 0+0             | -                  | -                  | -                  | FLT         | 1           | 0           | 36     | 1      |
| 2013-2014                | MK Dons                  | FL1                      | 24         | 0          | FACup+CdL       | 2+1             | 0+0             | -                  | -                  | -                  | FLT         | 2           | 0           | 29     | 0      |
| Totale MK Dons           | Totale MK Dons           | Totale MK Dons           | 67         | 2          |                 | 11              | 0               |                    | 0                  | 0                  |             | 5           | 1           | 83     | 3      |
| 2014-2015                | Notts County             | FL1                      | 23         | 0          | FA+CdL          | 0+1             | 0+0             | -                  | -                  | -                  | FLT         | 3           | 0           | 27     | 0      |
| 2015-2016                | Notts County             | FL2                      | 28         | 0          | FA+CdL          | 1+0             | 0+0             | -                  | -                  | -                  | FLT         | 2           | 0           | 31     | 0      |
| 2016-2017                | Notts County             | FL2                      | 19         | 0          | FACup+CdL       | 2+1             | 0+0             | -                  | -                  | -                  | FLT         | 1           | 0           | 23     | 0      |
| 2017-2018                | Notts County             | FL2                      | 17         | 0          | FACup+CdL       | 4+1             | 0+0             | -                  | -                  | -                  | FLT         | 4           | 1           | 26     | 1      |
| Totale Notts County      | Totale Notts County      | Totale Notts County      | 87         | 0          |                 | 10              | 0               |                    | 0                  | 0                  |             | 10          | 1           | 107    | 1      |
| Totale carriera          | Totale carriera          | Totale carriera          | 471        | 47         |                 | 65              | 5               |                    | 52                 | 17                 |             | 16          | 3           | 605    | 72     |

### Cronologia presenze e reti in nazionale
| Cronologia completa delle presenze e delle reti in nazionale ― Inghilterra | Cronologia completa delle presenze e delle reti in nazionale ― Inghilterra | Cronologia completa delle presenze e delle reti in nazionale ― Inghilterra | Cronologia completa delle presenze e delle reti in nazionale ― Inghilterra | Cronologia completa delle presenze e delle reti in nazionale ― Inghilterra | Cronologia completa delle presenze e delle reti in nazionale ― Inghilterra | Cronologia completa delle presenze e delle reti in nazionale ― Inghilterra | Cronologia completa delle presenze e delle reti in nazionale ― Inghilterra |
| Data                                                                       | Città                                                                      | In casa                                                                    | Risultato                                                                  | Ospiti                                                                     | Competizione                                                               | Reti                                                                       | Note                                                                       |
| -------------------------------------------------------------------------- | -------------------------------------------------------------------------- | -------------------------------------------------------------------------- | -------------------------------------------------------------------------- | -------------------------------------------------------------------------- | -------------------------------------------------------------------------- | -------------------------------------------------------------------------- | -------------------------------------------------------------------------- |
| 25-5-2001                                                                  | Derby                                                                      | Inghilterra                                                                | 4 – 0                                                                      | Messico                                                                    | Amichevole                                                                 | -                                                                          | 46’                                                                        |
| 6-6-2001                                                                   | Atene                                                                      | Grecia                                                                     | 0 – 2                                                                      | Inghilterra                                                                | Qual. Mondiali 2002                                                        | -                                                                          | 80’                                                                        |
| 15-8-2001                                                                  | Londra                                                                     | Inghilterra                                                                | 0 – 2                                                                      | Paesi Bassi                                                                | Amichevole                                                                 | -                                                                          | 78’                                                                        |
| 7-9-2002                                                                   | Birmingham                                                                 | Inghilterra                                                                | 2 – 2                                                                      | Portogallo                                                                 | Amichevole                                                                 | 1                                                                          |                                                                            |
| 12-10-2002                                                                 | Bratislava                                                                 | Slovacchia                                                                 | 1 – 2                                                                      | Inghilterra                                                                | Qual. Euro 2004                                                            | -                                                                          | 90+3’                                                                      |
| 16-10-2002                                                                 | Southampton                                                                | Inghilterra                                                                | 2 – 2                                                                      | Macedonia                                                                  | Qual. Euro 2004                                                            | -                                                                          | 69’, 90+3’                                                                 |
| 18-2-2004                                                                  | Faro                                                                       | Portogallo                                                                 | 1 – 1                                                                      | Inghilterra                                                                | Amichevole                                                                 | -                                                                          | 86’                                                                        |
| 31-3-2004                                                                  | Göteborg                                                                   | Svezia                                                                     | 1 – 0                                                                      | Inghilterra                                                                | Amichevole                                                                 | -                                                                          | 60’                                                                        |
| 18-8-2004                                                                  | Newcastle                                                                  | Inghilterra                                                                | 3 – 0                                                                      | Ucraina                                                                    | Amichevole                                                                 | -                                                                          | 46’                                                                        |
| 4-9-2004                                                                   | Vienna                                                                     | Austria                                                                    | 2 – 2                                                                      | Inghilterra                                                                | Qual. Mondiali 2006                                                        | -                                                                          | 76’                                                                        |
| 9-10-2004                                                                  | Manchester                                                                 | Inghilterra                                                                | 2 – 0                                                                      | Galles                                                                     | Qual. Mondiali 2006                                                        | -                                                                          | 70’                                                                        |
| 13-10-2004                                                                 | Baku                                                                       | Azerbaigian                                                                | 0 – 1                                                                      | Inghilterra                                                                | Qual. Mondiali 2006                                                        | -                                                                          | 55’                                                                        |
| 17-11-2004                                                                 | Madrid                                                                     | Spagna                                                                     | 1 – 0                                                                      | Inghilterra                                                                | Amichevole                                                                 | -                                                                          | 42’                                                                        |
| 28-5-2005                                                                  | Chicago                                                                    | Stati Uniti                                                                | 1 – 2                                                                      | Inghilterra                                                                | Amichevole                                                                 | -                                                                          |                                                                            |
| 31-5-2005                                                                  | East Rutherford                                                            | Inghilterra                                                                | 3 – 2                                                                      | Colombia                                                                   | Amichevole                                                                 | -                                                                          | 73’                                                                        |
| 12-10-2005                                                                 | Manchester                                                                 | Inghilterra                                                                | 2 – 1                                                                      | Polonia                                                                    | Qual. Mondiali 2006                                                        | -                                                                          | 87’                                                                        |
| 1-6-2007                                                                   | Londra                                                                     | Inghilterra                                                                | 1 – 1                                                                      | Brasile                                                                    | Amichevole                                                                 | -                                                                          | 62’                                                                        |
| 22-8-2007                                                                  | Londra                                                                     | Inghilterra                                                                | 1 – 2                                                                      | Germania                                                                   | Amichevole                                                                 | -                                                                          | 57’                                                                        |
| 16-11-2007                                                                 | Vienna                                                                     | Austria                                                                    | 0 – 1                                                                      | Inghilterra                                                                | Amichevole                                                                 | -                                                                          | 73’                                                                        |
| Totale                                                                     |                                                                            | Presenze                                                                   | 19                                                                         |                                                                            | Reti                                                                       | 1                                                                          |                                                                            |

## Palmarès

### Club

#### Competizioni giovanili
- FA Youth Cup: 1

Leeds United: 1996-1997

#### Competizioni nazionali
- Coppa di Lega inglese: 1

Manchester United: 2005-2006
- Campionato inglese: 1

Manchester United: 2006-2007
- Campionato inglese di seconda divisione: 1

Newcastle: 2009-2010